# Bitwa pod Sadową

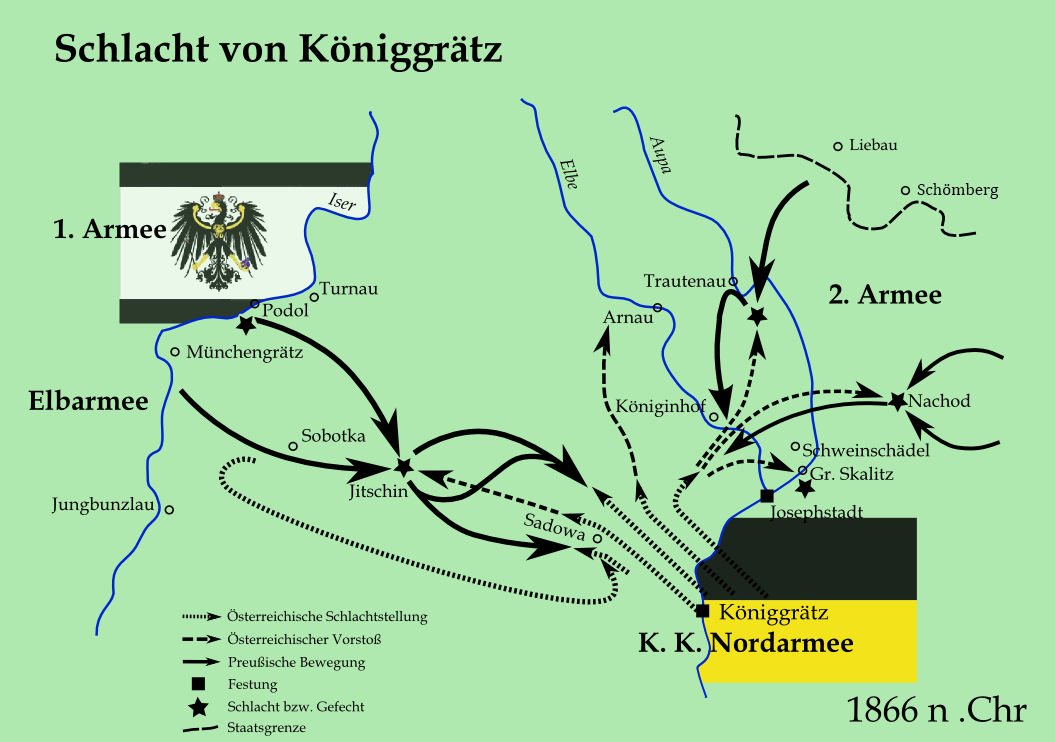
Bitwa pod Sadową – schemat

Bitwa pod Sadową – starcie zbrojne, które miało miejsce 3 lipca 1866 pomiędzy Prusami a Austrią, podczas wojny prusko-austriackiej (o hegemonię w Związku Niemieckim za czasów Ottona von Bismarcka). Do bitwy doszło między wsią Sadowa a fortecą Königgrätz (obecnie Hradec Králové).

## Bitwa
Bitwę rozpoczęło natarcie z zachodu, przez nurt Bystrzycy (dopływ Łaby), oddziałów pruskich z 1 Armii i Armii Łaby (łącznie około 140 tys. żołnierzy). Z powodu źle wydanych rozkazów pruska 2 Armia (około 115 tys. żołnierzy), maszerująca z północy, miała znaczne opóźnienie i przez większość czasu austriacka Armia Północna (ok. 260 tys. żołnierzy) posiadała znaczną przewagę liczebną nad pruską 1 Armią i Armią Łaby. Dodatkowym atutem Austriaków było wsparcie artyleryjskie, które zadawało Prusakom ciężkie straty. Z powodu niskiej jakości dowodzenia austriackiego zgromadzone pod Hradcem Králové brygady austriackie nie zostały na czas wprowadzone do walki. Gdy wreszcie się pojawiły, kontratakując na lewym skrzydle 1 Armii pruskiej, z północy nadciągnęła pruska 2 Armia i uderzyła w odsłoniętą flankę. Na południu dokonało się także obejście lewej flanki Austriaków.
W tych warunkach większość oddziałów austriackiej Armii Północnej uległa rozpadowi. Masy uciekinierów, porzucając ekwipunek, skierowały się na wschód i południowy wschód, za linię Łaby.
W ramach próby powstrzymania Prusaków ścigających rozpadające się oddziały austriackie, miała miejsce krwawa szarża pod Streseticami – wykonana przez austriacką 3 rezerwową dywizję kawalerii (ciężka kawaleria). Jedna ciężka brygada (6 szwadronów) kierowana na Rozberic po zepchnięciu 2 szwadronów pruskich ułanów znalazła się pod zmasowanym ogniem i została zdziesiątkowana. Świadkowie opisywali, jak kawalerzyści walili się całymi rzędami od pruskich salw. Resztki brygady zawróciły w panice na tyły, tratując austriacki szpital polowy. Podobny los spotkał kolejną brygadę wysłaną na Problus. Dowódca 3 dywizji kawalerii hrabia Coudenhove (bardzo konserwatywny kawalerzysta) skierował kolejną brygadę na linię 50 pruskich dział opodal Stresetic. Ogień tych dział oraz piechoty powalił 400 kawalerzystów z tej brygady. Paniczny odwrót rozproszył ostatnią na lewym skrzydle zwartą austriacką brygadę piechoty płka Abele. W trzydziestominutowej szarży hrabia Coudenhove stracił 700 ludzi i 900 koni, 1/4 stanu.
Austriacy ponieśli dotkliwą klęskę, ale wyczerpani po bitwie Prusacy nie byli już w stanie ścigać przeciwnika.

## Po bitwie
Bitwa ta jest często wymieniana w kontekście przewagi, jaką w połowie XIX wieku dawały nowoczesne karabiny odtylcowe Dreyse M1849. Dzięki tej broni żołnierz pruski mógł oddać cztery strzały w czasie, kiedy austriacki tylko jeden. Przy tym Prusak mógł załadować swój karabin leżąc, podczas gdy Austriak mający broń ładowaną od przodu przez lufę musiał wstać lub uklęknąć, stając się sam łatwym celem.
Bitwa miała wielkie znaczenie. Dzięki niej Bismarck nie miał problemu z objęciem urzędu kanclerza w zjednoczonych przez siebie Niemczech.
Duża część żołnierzy poległych w bitwie po obu stronach była narodowości polskiej. Fakt ten zauważył Alois Jirásek w opowiadaniu „Poranek po bitwie”. Cyprian Kamil Norwid w liście do Józefa Bogdana Zaleskiego napisał: Pod Sadową głównie wygrali Polacy (hułany poznańskie), bijąc się i mordując z Polakami (hułany galicyjskie).
W armii pruskiej najwięcej Polaków służyło w korpusach II oraz V, w których skład wchodził 58 Poznański Pułk Piechoty, 7 Zachodniopruski Pułk Grenadierów oraz 37 Zachodniopruski Pułk Fizylierów.
Galicyjskie pułki piechoty i jazdy wzięły udział w wojnie z Prusami w ramach Armii Północnej (Korpusy I, II, VI, VIII, i X). Uczestniczyły też we wszystkich ważniejszych bitwach na czele z batalią pod Sadową.
Bezpośrednim skutkiem bitwy był podpisany pokój w Pradze zawarty w tym samym roku.